# Ziguinchor (região)
Ziguinchor é uma das atuais catorze regiões que dividem o Senegal.
Fica situada na Baixa Casamansa, fazendo fronteira a sul com a Guiné-Bissau.

## Departamentos
A região de Ziguinchor está dividida em três departamentos:

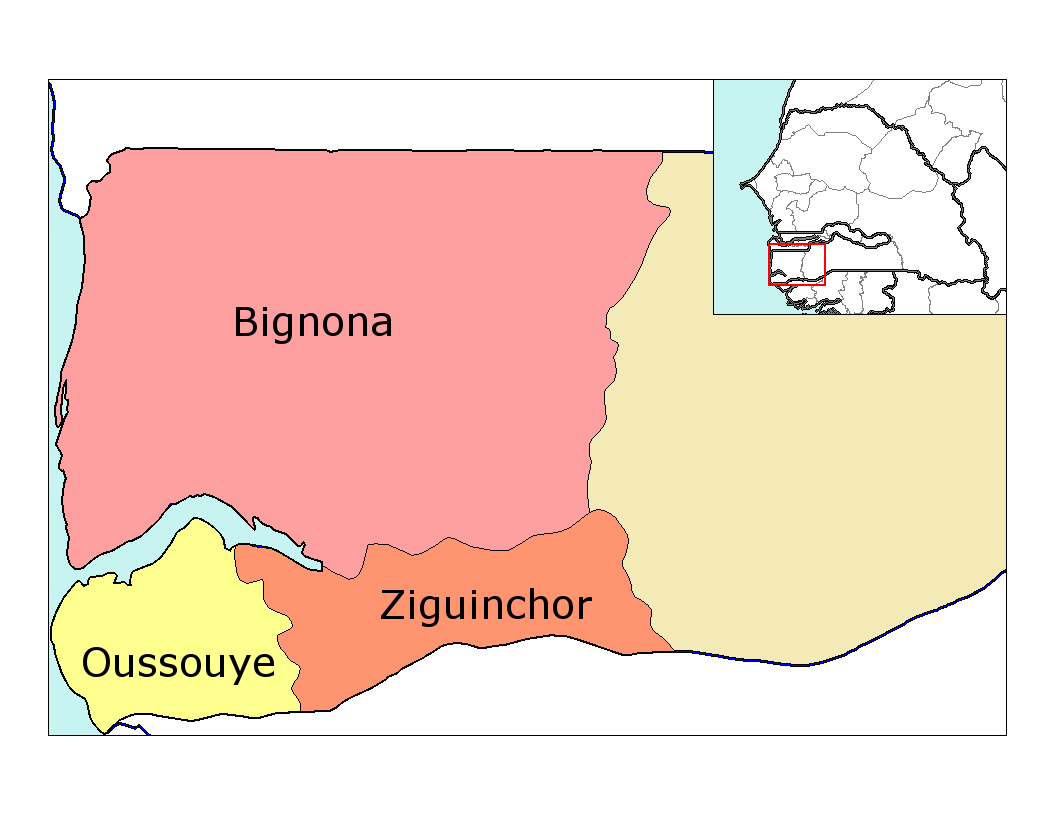
Departamentos da região de Ziguinchor

- Bignona
- Oussouye
- Ziguinchor

## Demografia
| População da região de Ziguinchor (2008–2015) | População da região de Ziguinchor (2008–2015) | População da região de Ziguinchor (2008–2015) | População da região de Ziguinchor (2008–2015) | População da região de Ziguinchor (2008–2015) | População da região de Ziguinchor (2008–2015) | População da região de Ziguinchor (2008–2015) | População da região de Ziguinchor (2008–2015) |
| --------------------------------------------- | --------------------------------------------- | --------------------------------------------- | --------------------------------------------- | --------------------------------------------- | --------------------------------------------- | --------------------------------------------- | --------------------------------------------- |
| 2008                                          | 2009                                          | 2010                                          | 2011                                          | 2012                                          | 2013                                          | 2014                                          | 2015                                          |
| 679.287                                       | 694.460                                       | 713.440                                       | 728.964                                       | 746.860                                       | 767.189                                       | 787.846                                       | 808.805                                       |